# Hydrellia luctuosa
Hydrellia luctuosa är en tvåvingeart som beskrevs av Cresson 1942. Hydrellia luctuosa ingår i släktet Hydrellia och familjen vattenflugor. Inga underarter finns listade i Catalogue of Life.